# Александрийска медицинска школа
Александрийската медицинска школа е сред най-старите емпирични образователни школи в историята на медицината, основана през елинистическия период на Древна Гърция в град Александрия в III век пр. Хр.

## История
В Египет, един исторически кръстопът, се обединяват всички различни медицински доктрини, възникнали на Изток и в Александрия, която все повече прилича на космополитен град, и се сливат в универсална „критична маса от знания“ на Александрийската емпирична школа. С развитието на Александрийската школа по-развитите медицински школи в Кносос и в Книдос с течение на времето губят своето значение и важност.
Въпреки че е гръцка по същество и следва учението на Хипократ, школата е силно повлияна от медицинските практики на Древния Египет. Анатомията е особено напреднала поради възможността за дисекция на човешкото тяло. Сред изтъкнатите александрийски лекари са Херофил и Ерасистрат Антиохойски. Мнозина от Александрийската медицинска школа пътуват и практикуват из целия средиземноморски басейн. Известният римски лекар Гален учи медицина в Александрия, а след това заминава да практикува в Рим. Неговите учения и писания оцеляват чак до XVI век и са основата на по-модерните медицински практики през Ренесанса. Тези съчинения се съхраняват отчасти от християнски монаси и отчасти от арабски и еврейски учени от средните векове. Сред видните лекари, завършли школата трябва се спомене и Орибасий, който е автор събрани трудове по медицина в 70 тома.
Александрийската школа води до развитието на хирургията и фармакологията. Приготвят се лекарства, но в същото време се изследват отрови и се приготвят противоотрови. Началото на медицинската астрология се поставя в трудовете на лекари и философи от гръко-александрийския период. Философите, но най-вече лекарите от Александрийската медицинска школа, прибягват до астрологията и я оценяват като знание, което значително помага на човека.
Александрийската медицинска школа действа чак до края на III век сл. Хр. След големия пожара в 389 година сл. Хр. обаче постеппено потъва в забвение. Пожарът също опустошава известната библиотека на медицинското училище.